# Comté de Washington (Kentucky)
Pour les articles homonymes, voir Comté de Washington.
Le comté de Washington est un comté de l'État du Kentucky, aux États-Unis. Son siège est situé à Springfield.

## Histoire
Fondé en 1792, le comté a été nommé d'après George Washington, le 1er Président des États-Unis.

## Photos

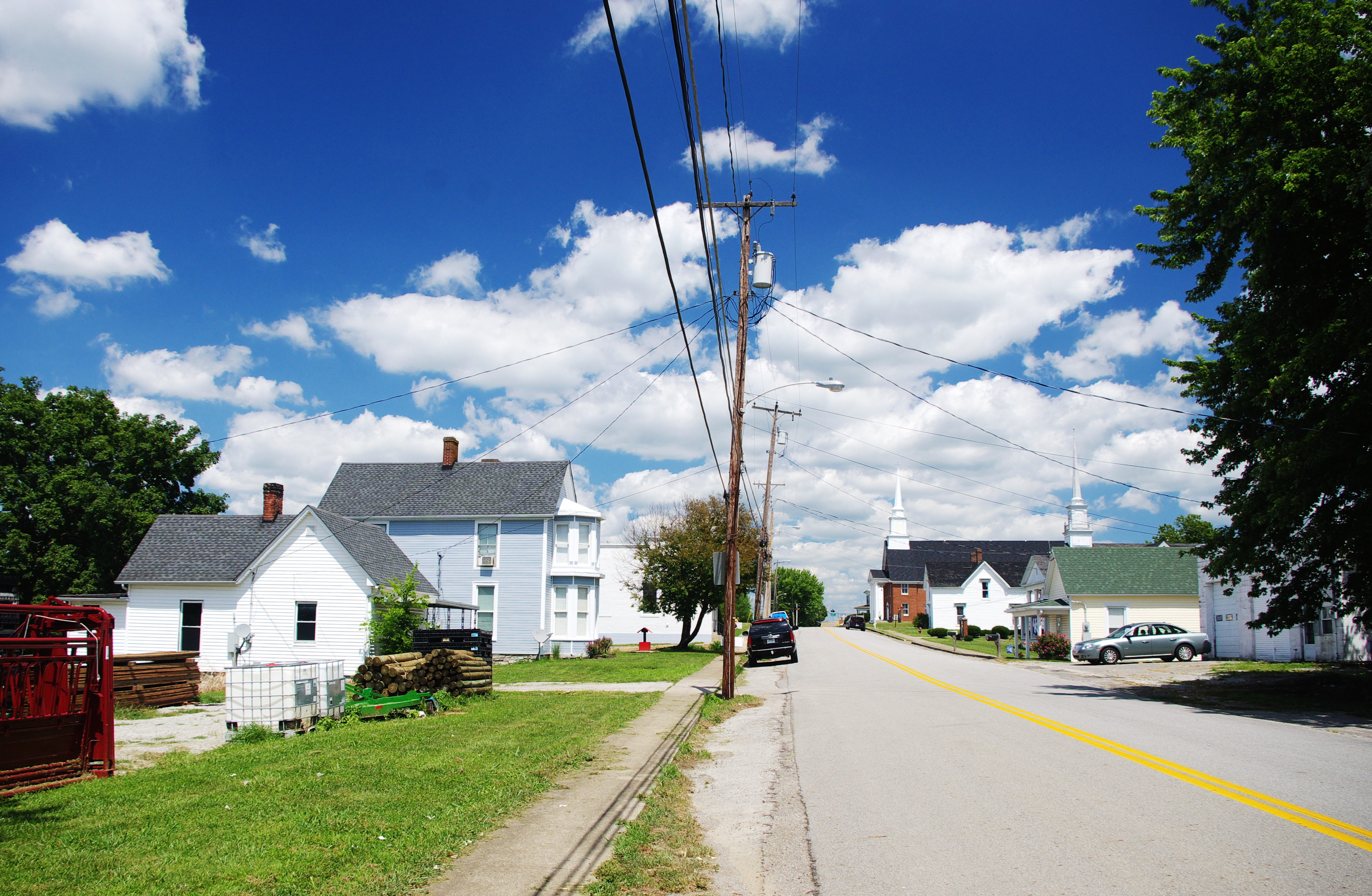
Mackville.
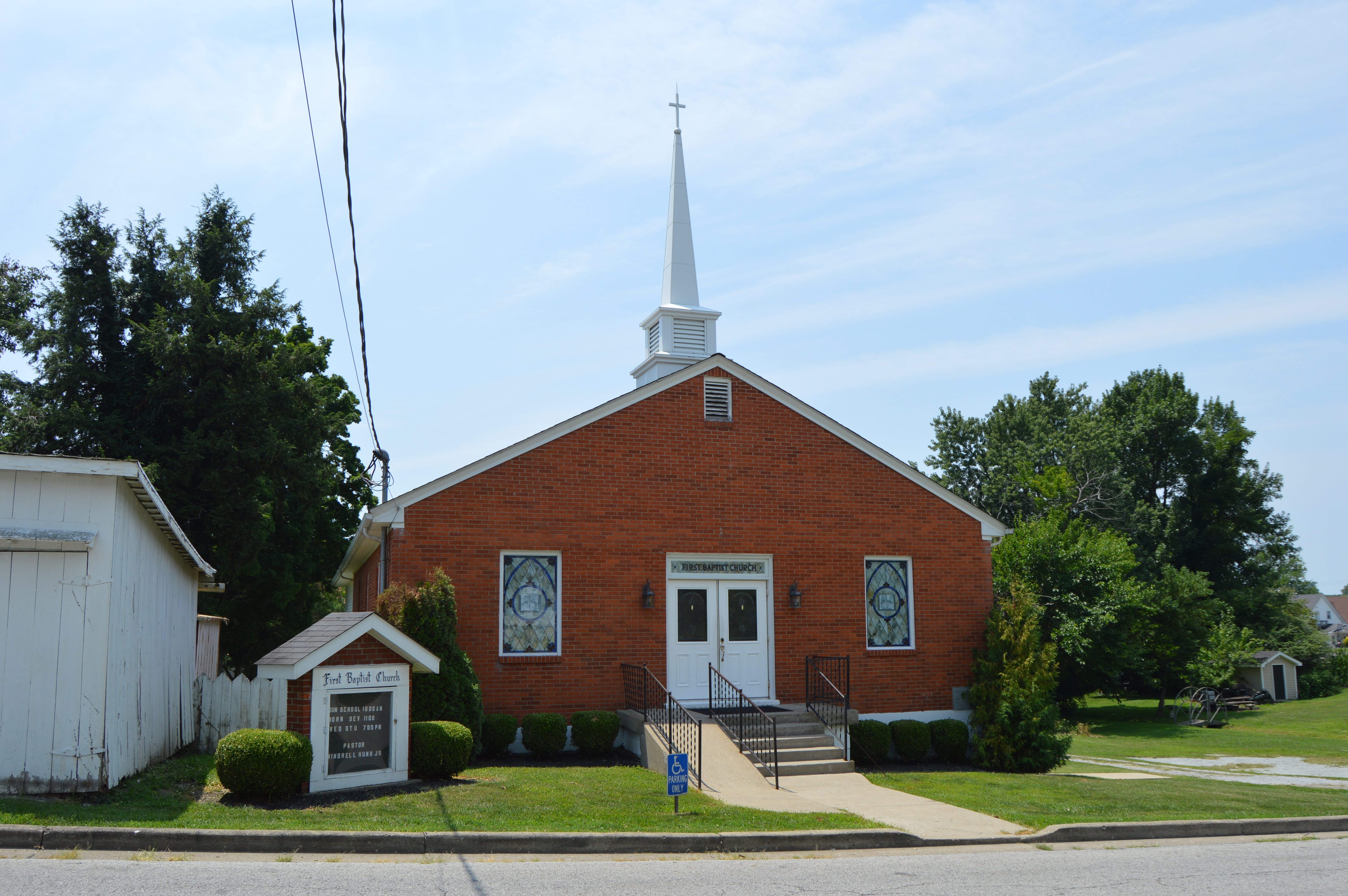
Église baptiste de Springfield.